# Mignon è partita
Mignon è partita è un film italiano del 1988 diretto da Francesca Archibugi ed interpretato, fra gli altri, da Stefania Sandrelli e Massimo Dapporto.

## Trama
Mignon, quindicenne parigina sofisticata, snob e altezzosa, giunge a Roma ospite di un ramo 'popolano' della sua famiglia, i Forbicioni, mandatavi dalla madre dopo che il papà, fratello del capo famiglia romano, si è trovato sotto inchiesta della Giustizia francese a causa del crollo di un palazzo costruito con materiali difettosi dalla sua impresa edile a Il Cairo, che ha causato la morte di due persone.
La ragazza è un corpo estraneo tra uno zio troppo assente, la svagata zia Laura e i cinque cugini e, riservata e superba, anche dichiaratamente scontrosa, nulla fa per integrarsi con questi: non con la coetanea, e "trucida", Chiara, con cui litiga spesso, non col più grande Tommaso, grossolano diciassettenne, né con la piccola e imbranata Antonella, né col piccolo Giacomino di un anno e mezzo. Si trova invece a legare piuttosto con il tredicenne Giorgio, che ha forse i suoi stessi gusti in tema di libri, che ama lo studio e la letteratura; Giorgio finisce per innamorarsi di lei ma, timido e riservato, non lo rivela a nessuno.
Cacio, becero bulletto di quartiere e grande amico di Tommaso – che induce persino a rubacchiare in casa per pagarsi le uscite insieme –, la corteggia sguaiatamente e la straniera, annoiata e inquieta, tormentata dal rifiuto della madre che continua a lasciarla in Italia,  finisce con l'abbandonarsi a lui nella libreria dello zio, in cui ha iniziato a lavorare – e che, simbolicamente, tutto è diventata, in particolare un luogo di incontri sessuali clandestini, piuttosto che un centro di vita intellettuale, dacché anche il titolare la usa come background e alibi della sua endemica infedeltà alla moglie.
Giorgio, scoprendo la ragazza avvinghiata a Cacio, ne è sconvolto, perde interesse a tutto. Un giorno in cui egli anticipa il ritorno a casa, dopo una discussione con la docente di latino del Mamiani, Laura teme che il ragazzo possa aver scoperto la sua tresca con lo zio Aldo: Giorgio, comunque sconcertato dallo stato della madre e sempre più stravolto, finisce all'ospedale per un tentativo di suicidio dopo aver ingerito palline di naftalina, ma viene salvato da una tempestiva lavanda gastrica.
Laura festeggia, presenti i figli e il marito, il quarantesimo compleanno e la ritrovata unione familiare e proprio allora Mignon comunica alla famiglia di essere incinta: tra lo sgomento generale Giorgio, il più vicino alla cugina, comprende che, come il suo tentato suicidio, anche la gravidanza simulata è un "gesto teatrale", pur dettato da sofferenza e disperazione, per richiamare l'attenzione, poiché Mignon proprio avendo forzato la situazione avrà finalmente la possibilità di tornare a casa.
Giorgio, ancora innamorato della cugina, tenta invano di inseguire il taxi che la conduce all'aeroporto, ma è ostacolato dalle sbarre del cancello, attraverso cui, ormai cresciuto, non riesce più a passare. Si rende quindi conto che il suo destino sarebbe potuto evolversi in maniera diversa se solo, una volta che si erano trovati al molo, non avesse mancato un'altra occasione e avesse dato il desiderato bacio a Mignon.

## Accoglienza

### Critica
- (...) colpisce la nettezza con cui sceglie le inquadrature senza compiacimenti, l'eleganza con cui subordina la sua cultura cinematografica all'esigenza di cogliere dei momenti di verità negli sguardi dei suoi personaggi, la sua sicurezza nel raccontare le difficoltà nel rapporto tra generazioni diverse, il male di crescere e di vivere in pieno i sentimenti (G. Brunetta[1])
- Il Dizionario Morandini assegna al film tre stelle su cinque e lo definisce una brillante opera prima[2][3].
- Il Dizionario Farinotti gli assegna tre stelle su cinque[4]

## Riconoscimenti
- 1989 - David di Donatello
  - Miglior regista esordiente a Francesca Archibugi
  - Migliore sceneggiatura a Francesca Archibugi, Gloria Malatesta e Claudia Sbarigia
  - Migliore attrice protagonista a Stefania Sandrelli
  - Miglior attore non protagonista a Massimo Dapporto
  - Miglior fonico di presa diretta a Candido Raini
- 1989 - Nastro d'argento
  - Miglior regista esordiente a Francesca Archibugi
  - Migliore attrice non protagonista a Stefania Sandrelli

- 1989 - Ciak d'oro
  - Migliore attrice non protagonista a Stefania Sandrelli[5]
  - Migliore opera prima a Francesca Archibugi[5]
  - Migliore sceneggiatura a Francesca Archibugi, Gloria Malatesta e Claudia Sbarigia[5]
  - Miglior manifesto[5]
- 1988 - Festival di San Sebastián
  - Miglior regista esordiente a Francesca Archibugi